# 白潟英純
白潟 英純（しらかた ひでずみ、1966年9月6日 - ）は、福岡県出身のプロゴルファー。

## 来歴
中学時代の1980年に青木功とジャック・ニクラスが死闘を演じた全米オープンをテレビで見たことがゴルフを始めるきっかけであり、初めてクラブを握った八幡南高校時代にも試合に出たこともあったが、あくまで遊びの一部であった 。
九州産業大学進学後から本格的にゴルフに取り組み、3、4年時に九州学生を連覇し、当時の九州では無敵の存在であった 。
卒業後はプロを目指して研修生となり、1992年に4度目の挑戦でプロテストに合格。
プロ入り後はなかなか結果を出せず、国内ツアーで出番が無かった1996年から1998年にかけては「行けば必ず得るものがある。出られる場所ならどこまでも」と、アジアサーキットに活躍の場を求める。
1996年のインディアンオープンでは2月にもかかわらず連日35℃以上という灼熱の中でダニエル・チョプラ（スウェーデン）、ジョティ・ランダワ（インド）と優勝争いを繰り広げて制覇  。
2000年はダウンスイングでクラブを外側から引っ張り込んでいたために、引っ掛け気味の球が出てしまい、6月のミズノオープンから予選落ちばかりが続く。試合中はスイングを変える怖さからなかなか修正に踏み切れなかったが、北陸オープンで思い切って意識してインサイドに振り下ろすようにしたところ、上手く行って4位に入る。続くNST新潟オープンでは初日11番パー4でピン3mに着けて沈めると、12番では2m。1番では50mに着けて3連続を奪うなど、6アンダー66で回って首位に立つ。2日目には午前組がホールアウトし、トップのスコアが通算8アンダーまで伸びている中、「俺のことだから、どうせ叩いてしまう。せめてアンダーパーで回ろう」と心に決めてティオフ。2番パー4でピンまで6mの左カラーから、パターでバーディを奪うと、前半はじっとパーで耐えしのいだ。折り返しの11番でピン右4mを沈めて後半1つ目のバーディ、13番で左5mを沈めると、16番パー5では2オンに成功。2パットでバーディを奪い、通算10アンダーノーボギーの危なげないゴルフで首位をキープ。3日目はショットが右へ左へ乱調し、3番パー4では、ティショットが右OBすれすれになったが、冷静に第2打をグリーン手前のグラスバンカーに運んで、ピン奥1mをナイスパー。再三のピンチを強気のパットで補い、9番、10番パー4では5mのバーディパット、18番では2mのバーディーパットを決める。いずれも強気のパットでど真ん中から決めて、6バーディノーボギーで室田淳らと首位に並んだ。首位タイで迎えた最終日には2番パー4、ティショットの落としどころは狭く、大きなプレッシャーがかかるが、力まずに思い通りのショットができた。その後はほとんどフェアウェーを外さず、危なげないゴルフで順調にスコアを伸ばし、2位と4打差の通算19アンダーで初優勝し2年シードも獲得。
2008年の北九州オープンではコースレコードタイ、5アンダー67の首位で迎えた最終日も果敢に攻め、1番ミドルでバーディ発進すると勢いは止まらず、6番ロング、9番ミドルでもバーディ。アウトで3つスコアを伸ばすと、インはパープレーでまとめ、2日間で1ボギーの通算8アンダーで圧勝。学生時代は、いわゆる「学連バイト」で大会運営を手伝っていたという思い出のトーナメント『KBCオーガスタ』では2日目に2打差の4位タイに浮上した。
2011年は富士カントリー可児クラブチャレンジカップで最終日を4アンダーで回り、2位と1打差の苦しい戦いを見事に勝ち取った。房総カントリーカップでは2位タイでチャレンジトーナメント2連勝を逃し、東急那須リゾートJGTOチャレンジでも2戦連続2位タイで終わる。
チャレンジで1勝して賞金ランク2位に入り、その資格で挑んだ2012年はダイヤモンドカップ3位などで賞金ランク70位になり、46歳にしてシード返り咲きを果たす。2013年は年間を通して、予選通過が3試合と思うような結果が残せず、2014年はチャレンジが主戦場となる。
2012年は5年ぶりの本格参戦で戸惑いを隠せず、ツアーの堅くて速いグリーンに対応出来ず、パッティングに苦しむ。予選落ちを喫して心が萎縮したまま参戦した中日クラウンズでは初日、雨で多少、ソフトなグリーンになり、1番ではカラーから15歩もあったバーディパットが思いがけず決まると、変なプレッシャーがなく打てるようになる。7番でもやはり、カラーから10mものパットを沈めていよいよ吹っ切れ、4アンダーの2位タイに入る。
ダイヤモンドカップでは最終日18番のパー5で奥から長い下りのイーグルパットを寄せ切れず、さらにバーディパットも決め損ねて、2位タイに食い込むチャンスを取り損ねたが、3位タイに踏ん張った。
ミズノオープンでは大雨の初日は3オーバー101位と大きく出遅れたが、2日目最後の9番で158ヤードの第2打を1.5mに着けてバーディ締めとし、64の8アンダーで、予選通過どころか大まくりの9位タイに浮上。
KBCオーガスタでは初日8番で約12mもの長いバーディトライが決まり、9番のパー5は204ヤードから、7番アイアンで奥7mにのせたイーグルチャンスが入った。予選通過どころか、優勝争いも叶える暫定2位タイで発進。65をマークする好発進であったが、2日目に失速して、最終的に12位タイに終わった。獲得賞金は1000万円を超えて、2006年以来となるシード権確保にも青信号が灯る。
フジサンケイクラシックでは2週連続の好スタートを決め、初日には5番の501ヤードと距離の長いパー4は長いバーディトライを沈めるなど、3番からの3連続バーディで、3位タイに付けた。
2014年のKBCオーガスタでは初日の9番では手前のカラーからパターでねじこみ、8番では左の手前から凄く長いスライスラインが入るなど、9バーディの好発進を決める。
2015年のミズノオープンでは以前、愛用していた古い2ボールで13番では段の下から18mもの長いバーディトライを決めたり、3番のパー3では10mをねじ込むなど、6アンダーは3位タイと上々の滑り出しをした。
2016年からはシニアに転向し、2019年には地元・福岡で行われたホームテックカップシニアで優勝。2位から出た最終日は5バーディーノーボギーの67で回り、通算10アンダーで久保勝美と並び首位でフィニッシュし、プレーオフ2ホール目で決着をつけた。
日本プロシニアではメジャーでのシニアツアー初優勝という偉業を成し遂げ、1988年のシニアツアー制度施行以降では10人目の日本プロシニアでのシニア初優勝者となった。
大会では2日目に9バーディー2ボギーのベストスコアタイの65ストロークをマークし、通算12アンダーで単独首位に浮上。最終日は首位スタートで一時は14アンダーまでスコアを伸ばしたが、シニア初優勝と伝統ある日本タイトルのプレッシャーから慌てると、15番からは落ち着かなかった。第1打を左のバンカーに入れてピンまで60ヤードほど残し、そこでも30ヤードほどしか飛ばず、第4打でピン上7mほどになり、1m強ショートしてまさかの3パットのトリプルボギー。貯金が一気に無くなるが、17番で取り、最終18番パー5ではレイアップして第3打をピン上にオンさせ、バーディーパットは10cmほどに寄せた。

## 主な優勝
レギュラー
- 1994年 - 関西PGAフィランスロピートーナメント、中四国オープン
- 1997年 - 中四国オープン
- 2000年 - NST新潟オープン
- 2003年 - 九州オープン
- 2006年 - 東急大分オープン、九州オープン
- 2011年 - 東急大分オープン、富士カントリー可児クラブチャレンジカップ

海外
- 1996年 - インディアンオープン

シニア
- 2019年 - ホームテックカップシニア、日本プロシニア